# 安東·格拉先科
安東·尤里約維奇·格拉先科（羅馬化：Anton Yuriiovych Herashchenko；1979年2月10日—），烏克蘭政治人物，現任內政部長顧問。曾任烏克蘭內政部副部長、乌克兰最高拉达議員。

## 生平
2000年，格拉先科畢業於哈爾科夫經濟大學企業經濟學專業。
2014年，阿爾森·阿瓦科夫就任內政部長時，任命格拉先科為顧問。作為阿瓦科夫的顧問，他在任內向記者介紹了頓巴斯營和亞速營的組建、以及馬來西亞航空17號班機空難被烏克蘭東部叛軍擊落的真相。在同年的議會選舉中，他代表人民阵线參選最高拉达議員並成功當選。他是資料庫「和平締造者者」的創始人之一。
2017年1月，烏克蘭國家安全局局長瓦西里·格里察克宣稱阻止了對格拉先科的暗殺企圖。國家安全局已經對這兩名刺客進行了一個多月的監視，並在他們持有爆炸裝置的情況下逮捕了他們。國家安全局表示，刺客一直被關押在俄羅斯佔領下的克里米亞，直到他們同意暗殺格拉先科。國家安全局聲稱刺客由安德烈·吉洪诺夫（Андрій Тихонов）接應，此人現居俄羅斯別爾哥羅德，原為烏克蘭公民，曾參加東部分裂勢力盧甘斯克人民共和國對抗烏克蘭。
2018年11月1日，俄羅斯對322名烏克蘭公民實施制裁，其中包括安东·格拉先科。
格拉先科沒有參加2019年的議會選舉，因而卸任議員。9月25日，他被任命為內政部副部長之一，部長為阿瓦科夫。2021年7月15日阿瓦科夫辭職後，他被新任部長傑尼斯·莫納斯特爾斯基提名為內政部長顧問。8月4日被免去副部長職務，仍任顧問。2021年9月，任內務部之下新設的「商業保護辦公室」協調員，該辦公室成立的目的是為了改善企業家與安全部隊之間的溝通。

## 外部連結
- 安東·格拉先科的Facebook專頁
- 安東·格拉先科的Telegram